# Подих пустелі
«Дихання пустелі» (англ. Desert breath) — архітектурна споруда біля міста Ель-Гуна в Єгипті, створена групою художників D.A.ST. (скульптор — Даная Стратоу, індустріальний проектувальник — Олександра Стратоу, архітектор — Стелла Константинайдс).
Група D.A.ST. була створена в травні 1995 року з метою створити архітектурну інсталяцію в пустелі. Місцем роботи був обраний плоский піщаний простір на узбережжі між Червоним морем та горами. Будівництво «Подиху пустелі» закінчилося 7 березня 1997 року. Цей витвір займає площу 100 тис. м² (ділянка 360 на 300 м). За два роки робіт було переміщено 8 тис. м³ піску. Архітектурний комплекс становить собою дві концентричні спіралі, обриси кожної із яких позначені 89 конусами. Одна спіраль складається з конусоподібних заглиблень, а інша з насипаних конусоподібних пагорбів. У місці поєднання спіралей вирито великий конусоподібний котлован під озеро. Якщо його заповнити водою, то ще один виступаючий конус, насипаний у самому центрі котловану, стане крихітним островом на рівні горизонту.